# 马里乌斯·勒菲弗
马里乌斯·勒菲弗（丹麥語：Marius Lefèvre，1875年5月4日—1958年3月14日），生于欧登塞，丹麦男子竞技体操运动员。他曾代表丹麦获得1912年夏季奥运会体操比赛男子团体瑞典式银牌。